# Canh Tân, Hưng Hà
Canh Tân là một xã thuộc huyện Hưng Hà, tỉnh Thái Bình, Việt Nam.
Xã Canh Tân có diện tích 3,8 km², dân số năm 1999 là 5307 người, mật độ dân số đạt 1397 người/km².